# British Independent Film Awards 2009

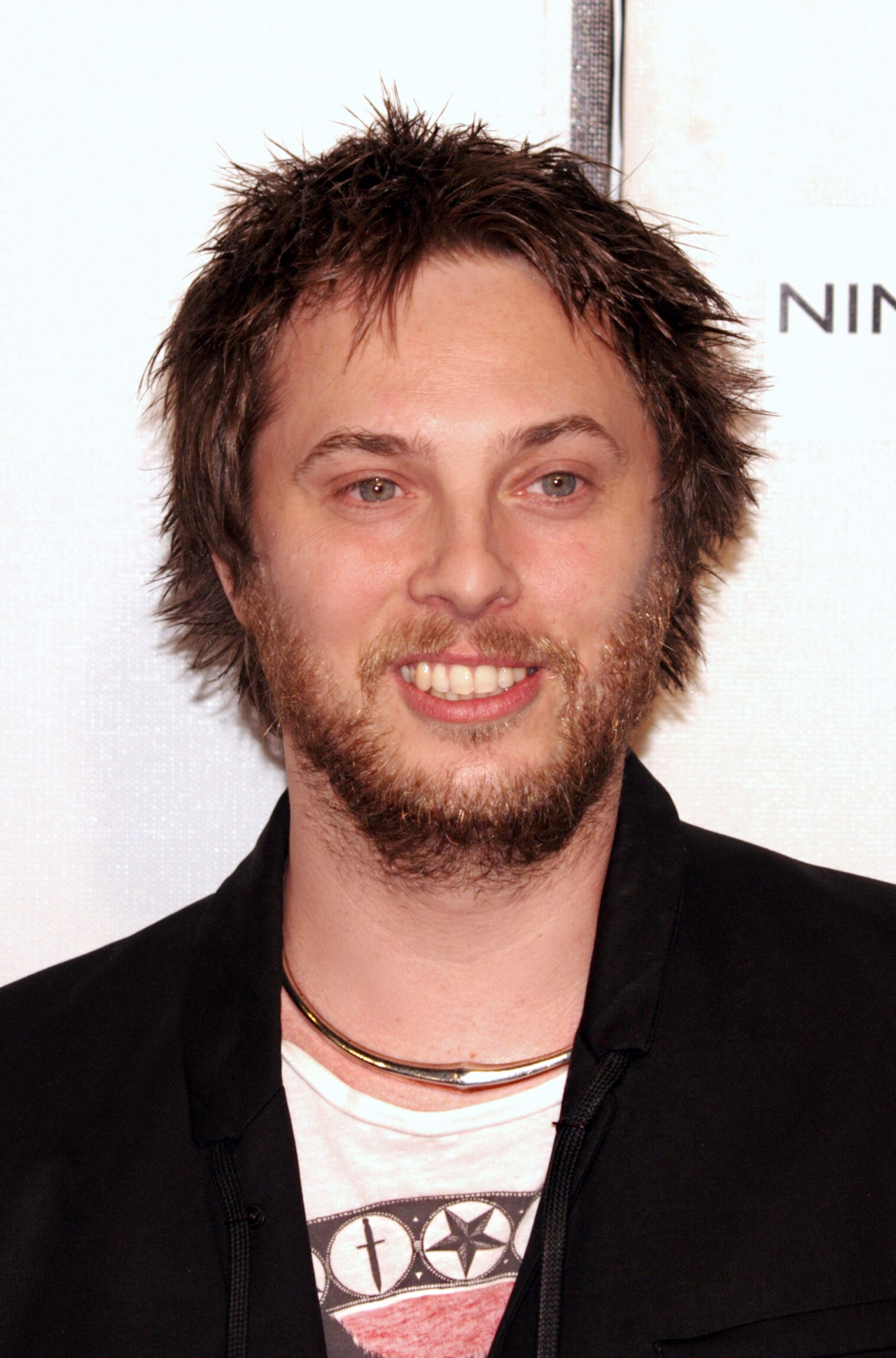
Duncan Jones

Die 12. Verleihung der British Independent Film Awards (BIFA) fand am 6. Dezember 2009 im Konferenz- und Veranstaltungscenter The Brewery in London statt. Die Veranstaltung wurde wie in den vorhergehenden fünf Jahren von dem Schauspieler James Nesbitt moderiert.
Der Preis für das beste Regiedebüt (Douglas Hickox Award) ging in diesem Jahr an Duncan Jones, den Sohn von Poplegende David Bowie, der für seinen Science-Fiction-Thriller Moon auch den Award für den besten britischen Independentfilm erhielt.
Ebenfalls zweifach ausgezeichnet wurde das Filmdrama Fish Tank, für den Andrea Arnold den Preis für die beste Regie und Katie Jarvis die Auszeichnung als vielversprechendste Newcomerin entgegennehmen konnten.

## Jury
- Dixie Linder, Produzentin als Vorsitzende
- Eran Creevy, Regisseur
- Peter Buckingham, UK Film Council
- Adrian Sturges, Produzent
- Liam Cunningham, Schauspieler (u. a. Hunger, The Escapist)
- Eddie Marsan, Schauspieler (u. a. Vera Drake, Hancock)
- Idris Elba, Schauspieler
- Kate Blewett, Dokumentarfilmerin
- Kave Quinn, Produktionsdesignerin
- Nick Moran, Schauspieler, Regisseur und Drehbuchautor
- Paul Speed, Soho Screening Rooms
- Peter Mullan, Schauspieler, Regisseur und Drehbuchautor, (u. a. TrainSpotting, The Children of Men)
- Robert Mitchell, Film Marketing Consultant
- Sarah Gavron, Regisseurin
- Jodie Whittaker, Schauspielerin
- Anita Overland, Produzentin

## Nominierungen und Preise
| Preis                                | Originalbezeichnung                                          | Nominierungen | Preisträger                  |
| ------------------------------------ | ------------------------------------------------------------ | --- | ---------------------------- |
| Bester britischer Independentfilm    | Best British Independent Film                                | - An Education - Fish Tank - In The Loop - Moon - Nowhere Boy | Moon                         |
| Bester ausländischer Independentfilm | Best Foreign Independent Film                                | - Il Divo - Let The Right One In - Sin Nombre - The Hurt Locker - The Wrestler | Let The Right One In         |
| Beste britische Dokumentation        | Best British Documentary                                     | - Mugabe and The White African - Sons of Cuba - Sounds Like Teen Spirit - The Age of Stupid - The End of The Line | Mugabe and The White African |
| Bester britischer Kurzfilm           | Best British Short Film                                      | - Christmas With Dad - Leaving - Love You More - Sidney Turtlebaum - Washdays | Love You More                |
| Bester Schauspieler                  | Best Performance by an Actor in a British Independent Film   | - Tom Hardy in Bronson - Peter Capaldi in In The Loop - Sam Rockwell in Moon - Aaron Johnson in Nowhere Boy - Andy Serkis in Sex & Drugs & Rock & Roll                                                               | Tom Hardy                    |
| Beste Schauspielerin                 | Best Performance by an Actress in a British Independent Film | - Carey Mulligan in An Education - Abbie Cornish in Bright Star - Katie Jarvis in Fish Tank - Sophie Okonedo in Skin - Emily Blunt in Young Victoria                                                                 | Carey Mulligan               |
| Bester Nebendarsteller               | Best Supporting Actor in a British Independent Film          | - Alfred Molina in An Education - Michael Fassbender in Fish Tank - Tom Hollander in In The Loop - John Henshaw in Looking For Eric - Jim Broadbent in The Damned United                                             | John Henshaw                 |
| Beste Nebendarstellerin              | Best Supporting Actress in a British Independent Film        | - Rosamund Pike in An Education - Kerry Fox in Bright Star - Kierston Wareing in Fish Tank - Anne-Marie Duff in Nowhere Boy - Kristin Scott Thomas in Nowhere Boy                                                    | Anne-Marie Duff              |
| Beste Regie                          | Best Director of a British Independent Film                  | - Lone Scherfig für An Education - Jane Campion für Bright Star - Andrea Arnold für Fish Tank - Armando Iannucci für In The Loop - Duncan Jones für Moon                                                             | Andrea Arnold für Fish Tank  |
| Douglas Hickox Award                 | The Douglas Hickox Award                                     | - Armando Iannucci für In The Loop - Peter Strickland für Katalin Varga - Duncan Jones für Moon - Sam Taylor-Johnson für Nowhere Boy - Samantha Morton für The Unloved                                               | Duncan Jones für Moon        |
| Bester Newcomer                      | Most Promising Newcomer                                      | - Katie Jarvis in Fish Tank - Hilda Peter in Katalin Varga - Christian McKay in Ich & Orson Welles - George MacKay in The Boys Are Back - Edward Hogg in White Lightnin’                                             | Katie Jarvis in Fish Tank    |
| Bestes Drehbuch                      | Best Screenplay                                              | - Nick Hornby für An Education - Andrea Arnold für Fish Tank - Armando Iannucci, Jesse Armstrong, Simon Blackwell, and Tony Roche für In The Loop - Nathan Parker für Moon - Matt Greenhalgh für Nowhere Boy         | Tony Roche für In The Loop   |
| Beste Produktion                     | Best Achievement In Production                               | - Bronson - Bunny and the Bull - Katalin Varga - The Hide - The Imaginarium of Doctor Parnassus | Bunny and the Bull           |
| Beste Technik                        | Best Technical Achievement                                   | - Greig Fraser für Bright Star (Kamera) - Gary Williamson für Bunny and the Bull (Produktionsdesign) - Robbie Ryan für Fish Tank (Kamera) - Clint Mansell für Moon (Musik) - Tony Noble für Moon (Produktionsdesign) | Greig Fraser für Bright Star |
| The Raindance Award                  | The Raindance Award                                          | - Colin - Down Terrace - Exam - Spurlos – Die Entführung der Alice Creed - They Call It Acid | Down Terrace                 |

Weitere Preise
- Richards Harris Award für Daniel Day-Lewis
- Spezialpreis der Jury für Baz Bamigboye
- The Variety Award für Michael Caine